# 华为Ascend D Quad
Huawei Ascend D quad是中國手機品牌華為於2012年所推出的一款四核心高階智慧型手機。该装置在巴塞罗那舉行的2012年世界移动通信大会与HTC的One X和LG擎天柱4X HD同時推出。 该设备采用Android4.0 （冰激凌三明治） 。东芝触摸屏4.5英寸，720x1280像素的分辨率。手机背后拥有8百万像素的照相机，前面是1.3百万像素相机，可以视频通话。该装置还配备了XL版本的超重型电池。